# Canton de Basse-Terre
Le canton de Basse-Terre est une circonscription électorale française située dans le département et région de la Guadeloupe.

## Histoire
Un nouveau découpage territorial de la Guadeloupe entre en vigueur à l'occasion des premières élections départementales suivant le décret du 24 février 2014. Les conseillers départementaux sont, à compter de ces élections, élus au scrutin majoritaire binominal mixte. Les électeurs de chaque canton élisent au Conseil départemental, nouvelle appellation du Conseil général, deux membres de sexe différent, qui se présentent en binôme de candidats. Les conseillers départementaux sont élus pour 6 ans au scrutin binominal majoritaire à deux tours, l'accès au second tour nécessitant 12,5 % des inscrits au 1er tour. En outre la totalité des conseillers départementaux est renouvelée. Ce nouveau mode de scrutin nécessite un redécoupage des cantons dont le nombre est divisé par deux avec arrondi à l'unité impaire supérieure si ce nombre n'est pas entier impair, assorti de conditions de seuils minimaux. Dans la Guadeloupe, le nombre de cantons passe ainsi de 40 à 21.
Le canton de Basse-Terre est formé de deux communes, issues des anciens cantons de Basse-Terre-1, Basse-Terre-2 et de Saint-Claude. Il est entièrement inclus dans l'arrondissement de Basse-Terre. Le bureau centralisateur est situé à Basse-Terre.

## Représentation
| Période élective | Période élective | Mandat | Mandat   | Identité       | Nuance | Nuance | Qualité |
| ---------------- | ---------------- | ------ | -------- | -------------- | ------ | ------ | --- |
| 2015             | 2021             | 2015   | 2021     | Élie Califer   |        | PS     | Professeur des écoles spécialisé Maire de Saint-Claude depuis 2003 Ancien conseiller général du Canton de Saint-Claude (2004-2015) |
| 2015             | 2021             | 2015   | 2021     | Brigitte Rodes |        | PS     | Avocate à Basse-Terre Ancienne conseillère générale UMP du Canton de Basse-Terre-1 (2001-2008)                                     |
| 2021             | 2028             | 2021   | en cours | Élie Califer   |        | PS     | Conseiller sortant, député depuis juin 2022                                                                                        |
| 2021             | 2028             | 2021   | en cours | Brigitte Rodes |        | PS     | Conseillère sortante |

### Résultats détaillés

#### Élections de mars 2015
Lors des élections départementales de 2015, le binôme composé de Élie Califer et Brigitte Rodes (PS) est élu au premier tour avec 58,04 % des voix. Le taux de participation est de 49,44 % (8 795 votants sur 17 791 inscrits) contre 44,45 % au niveau départemental et 50,17 % au niveau national.

#### Élections de juin 2021
Le premier tour des élections départementales de 2021 est marqué par un très faible taux de participation (33,26 % au niveau national). Dans le canton de Basse-Terre, ce taux de participation est de 31,29 % (5 403 votants sur 17 268 inscrits) contre 30,59 % au niveau départemental. À l'issue de ce premier tour, deux binômes sont en ballottage : Élie Califer et Brigitte Rodes (DVG, 75,99 %) et Thierry Panol et Hélène Rene (Union à droite, 24,01 %).
Le second tour des élections est marqué une nouvelle fois par une abstention massive équivalente au premier tour. Les taux de participation sont de 34,36 % au niveau national, 37,59 % dans le département et 35,9 % dans le canton de Basse-Terre. Élie Califer et Brigitte Rodes (DVG) sont élus avec 73,28 % des suffrages exprimés (4 130 voix pour 6 203 votants et 17 279 inscrits),,.

## Composition
Le canton de Basse-Terre comprend deux communes entières.
| Nom                                 | Code Insee | Intercommunalité     | Superficie (km2) | Population (dernière pop. légale) | Densité (hab./km2) | Modifier                                    |
| ----------------------------------- | ---------- | -------------------- | ---------------- | --------------------------------- | ------------------ | ------------------------------------------- |
| Basse-Terre (bureau centralisateur) | 97105      | CA Grand Sud Caraïbe | 5,78             | 9 419 (2022)                      | 1 630              | modifier les données · modifier les données |
| Saint-Claude                        | 97124      | CA Grand Sud Caraïbe | 34,30            | 10 432 (2022)                     | 304                | modifier les données · modifier les données |
| Canton de Basse-Terre               | 97106      |                      | 40,08            | 19 851 (2022)                     | 495                | modifier les données                        |

## Démographie
En 2022, le canton comptait 19 851 habitants, en évolution de −3,24 % par rapport à 2016 (Guadeloupe : −2,67 %, France hors Mayotte : +2,11 %).
| 2013   | 2018   | 2022   |
| ------ | ------ | ------ |
| 21 593 | 20 705 | 19 851 |